# Bathytropa roatanei
Bathytropa roatanei là một loài chân đều trong họ Bathytropidae. Loài này được Caruso miêu tả khoa học năm 1973.